# آل‌میوزیک
آل‌میوزیک (به انگلیسی: Allmusic) (در گذشته: آل میوزیک گاید (به انگلیسی: All Music Guide))، یک پایگاه دادهٔ متادیتا در رابطه با موسیقی است و مالک آن آل مدیا گاید است. آل‌میوزیک در سال ۱۹۹۱ به وسیلهٔ بایگان مشهور فرهنگی مایکل ارلواین و ریاضی‌دان ولادیمیر بوجانوف به عنوان یک راهنما برای استفاده‌کنندگان ایجاد شد. نخستین کتاب مرجع آن در سال بعد منتشر شد. ای‌ام‌جی (نام مخفف)، پیش از انتظارها به شبکهٔ جهانی وب پیوست و یک از اولین وب‌گاه‌هایی بود که از پروتکل گوفر استفاده می‌کرد.